# Cratere Dorothy (Caronte)
Dorothy è un cratere sulla superficie di Caronte.
Il cratere è dedicato all'omonima protagonista de Il meraviglioso mago di Oz.